# Trotocalpe
Trotocalpe is een geslacht van vlinders van de familie spanners (Geometridae), uit de onderfamilie Larentiinae.

## Soorten
- T. albilunata Warren, 1907
- T. leucoparypha Prout, 1934